# Fiordo di Frederick Hyde
Il fiordo di Frederick Hyde (danese Frederick E. Hyde Fjord) è un fiordo della Groenlandia di 150 km localizzato a 83°05'N 31°15'O nella Terra di Peary. È situato nel Parco nazionale della Groenlandia nordorientale, fuori da qualsiasi comune.